# Anthony Giddens
Anthony Giddens (Londres, Inglaterra, 18 de enero de 1938) es un sociólogo inglés. Es el teórico social contemporáneo más importante de Gran Bretaña y uno de los más influyentes del mundo. Reconocido por su teoría de la estructuración y su mirada holística de las sociedades modernas. También adquirió gran reconocimiento debido a su intento de renovación de la socialdemocracia a través de su teoría de la Tercera Vía. Es considerado como uno de los más prominentes contribuyentes modernos en el campo de la Sociología, es autor de al menos 34 libros publicados en no menos de 29 idiomas —publicando en promedio más de un libro por año—. También se le ha descrito como el científico social inglés más conocido desde John Maynard Keynes.

## Biografía
Giddens nació en Edmonton, Londres, procedente de una familia de clase media. Hijo de un empleado de cuello blanco del London Passenger Transport Board (empresa encargada del transporte en todo Londres entre 1933 y 1948). Fue el primer miembro de su familia que acudió a la universidad y su primer título académico lo obtuvo de la Universidad de Hull en 1959. Más tarde alcanzaría una Maestría en la London School of Economics and Political Science, y, finalmente, un doctorado por la Universidad de Cambridge en 1974. En 1961 comienza a trabajar en la Universidad de Leicester enseñando Psicología Social. En Leicester, donde es considerando uno de los precursores de la sociología británica, conoce a Norbert Elias y comienza a trabajar en sus propios desarrollos teóricos. En 1969 obtuvo un cargo en la Universidad de Cambridge, desde donde más tarde ayudó a crear el Comité de Ciencias Políticas y Sociales, una subunidad de la Facultad de Economía. Giddens trabajó muchos años en Cambridge donde eventualmente fue promovido a Profesor Titutar en 1987. Fue cofundador de la editorial Polity Press en 1985.
Desde 1997 a 2003 fue director de London School of Economics and Political Science y miembro del Consejo Académico del Instituto de Investigaciones de Políticas Públicas (IPPR por sus siglas en inglés, Institute of Public Policy Research).
Además, fue asesor del ex primer ministro británico Tony Blair. Justamente, fueron los postulados de lo que Giddens denominó "Tercera vía" lo que inspiró las ideas políticas de Blair. Ha participado en los debates políticos británicos defendiendo al Partido Laborista (de tendencia centro-izquierda) con apariciones en los medios masivos de comunicación y escribiendo artículos (muchos de ellos publicados en el periódico New Statesman). Asimismo contribuyó regularmente en los años 90 en las investigaciones y actividades del think-tank Policy Network.
Ha sido galardonado con el Premio Príncipe de Asturias de Ciencias Sociales en el año 2002 y en junio de 2004 le fue concedido el título de Barón Giddens de Southgate, en el London Borough de Enfield.

## Pensamiento
Se pueden identificar tres estados en su vida académica:
El primero redefine una nueva visión de qué es la sociología, presentando un abordaje teórico y metodológico de ese campo, basado en una reinterpretación crítica de los clásicos de la disciplina. En cierta medida, puede señalarse que Giddens es uno los autores que aporta a la constitución del "panteón clásico" de la sociología de finales del siglo XX: Marx, Durkheim y Weber. Sus publicaciones principales de esa etapa incluyen El capitalismo y la Moderna teoría social (1971) y Las nuevas reglas de método sociológico (1976).
En la segunda etapa Giddens desarrolla la teoría de la estructuración. Sus trabajos durante ese período, como Problemas centrales en teoría social (1979) y La constitución de la Sociedad (1984) le valieron fama internacional en el campo de la sociología.
El último estado abarca sus trabajos más recientes, estos referidos a las siguientes cuestiones: modernidad, globalización y política. Especialmente el impacto de la modernidad sobre lo social y la vida personal. Esta etapa está reflejada por su crítica a la posmodernidad, y sus discusiones sobre una tercera vía «utópica-realista» en la política, que se hacen visibles en Consecuencia de la modernidad (1990), Modernidad e identidad (1991), La transformación de la intimidad (1992), Más allá de la izquierda y la derecha (1994) y La tercera vía: La renovación de la social-democracia (1998). Los esfuerzos de Giddens se dirigen tanto a refundar la teoría social (en un primer momento), como a reexaminar la comprensión del desarrollo y trayectoria de la modernidad.

## La constitución de la sociedad
Giddens ha contribuido en los más diversos campos de las Ciencias Sociales, tal vez exceptuando únicamente la metodología de la investigación. Ha reflexionado en torno a las más diversas figuras y escuelas de pensamiento, sirviéndose de los aportes teóricos tanto de la micro como de la macrosociología.
En La constitución de la sociedad, refiriéndose a la teoría de la investigación empírica y crítica social, formula lo que llama reiteración de conceptos, los cuales se resumen de la siguiente manera.
1. Todos los seres humanos son agentes entendidos. Esto significa que todos los actores sociales saben mucho sobre las condiciones y consecuencias de lo que hacen en su vida cotidiana, donde además, son capaces de explicar discursivamente lo que hacen y las razones de su hacer.
2. El entendimiento de los actores humanos está siempre acotado en parte por lo inconsciente y en parte por las condiciones inadvertidas/consecuencias no buscadas de la acción.
3. El estudio de la vida cotidiana es parte esencial del análisis de la reproducción de prácticas institucionalizadas.
4. Una rutina, que psicológicamente importa para reducir al mínimo las fuentes inconsistentes de angustia, es la forma predominante de actividad social cotidiana.
5. El estudio del contexto, o de las contextualidades, de una interacción, es inherente a la investigación de una reproducción social.
6. Las identidades sociales, y las relaciones de postura-práctica asociadas con ellas, son «marcadores» en el espacio-tiempo virtual de una estructura.
7. No se puede atribuir un sentido unitario a «constreñimiento» en el análisis social. Los constreñimientos asociados con las propiedades estructurales de sistemas sociales no son sino un tipo entre otros varios tipos característicos de la vida social humana.
8. Entre las propiedades estructurales de sistemas sociales, tienen particular importancia los principios estructurales porque ellos especifican tipos globales de sociedad.
9. El estudio del poder no se puede marcar como una consideración de segundo orden en las ciencias sociales. El poder no puede ser asido, por así decir, después de formulados los conceptos más básicos de la ciencia social.
10. No existe mecanismo de organización social o de reproducción social averiguado por analistas sociales que los actores legos no puedan llegar a conocer también y a incorporar en lo que hacen.[4]

Estos puntos sugieren una cantidad de guías para la orientación general de la investigación. Finalmente, cabe destacar que Giddens es reconocido por sus abordajes interdisciplinarios.

### La naturaleza de la sociología
Desde el punto de vista académico, los intereses de Giddens se centran en reformular la teoría social y revaluar nuestra visión del desarrollo y la modernidad. Entre sus aportes en esos ámbitos se encuentran: la teoría de la estructuración y el estudio de los cambios que a nivel social conlleva el disociamiento del espacio y el tiempo, producto de los avances tecnológicos contemporáneos.
Giddens define el movimiento social como un «intento colectivo de luchar por un interés común, o de alcanzar un objetivo al margen de la esfera de las instituciones establecidas».
Hay cuatro tipos de movimientos sociales según Giddens:
- Transformadores: intentan un cambio social drástico, a veces de forma revolucionaria, por ejemplo, un golpe de Estado.
- Reformistas: intentan cambiar una situación social de forma progresiva. Nuevo gobierno, asociaciones pro-causa, etc.
- Redentores: salvar a los individuos de modos de vida corruptos, como la Iglesia.
- De alteración: intentan rehabilitar a individuos en alguna determinada faceta, por ejemplo Alcohólicos Anónimos.

### Conexiones entre lo micro y lo macro
Podemos ver claramente esta tendencia en la unificación entre acción-estructura que Giddens lleva a cabo en sus estudios. En su Teoría de la estructuración explica que «la acción genera estructura y la estructura genera acción», siendo esto una realidad indisoluble. Para Giddens los sistemas no son sino relaciones sociales que se organizan como prácticas sociales ordenadas, regulares. Por lo que la acción, como práctica social de grupos o colectividades, proporcionan las condiciones que determina continuidad de las estructuras que forman el sistema. Giddens no niega la influencia estructural en la acción individual, sin embargo tampoco cree que sea determinante, es decir, la última palabra la tiene el individuo.
Giddens tiene una particular noción de estructura, la cual hace juicio a su postura crítica frente al funcionalismo. Para este sociólogo los sistemas no poseen estructuras, sino propiedades estructurales, que son elementos que afectan, influyen en la práctica social o a los individuos. Estas propiedades pueden representarse de dos formas: de recursos o de reglas. Las propiedades estructurales cristalizadas en reglas serían aquellas prácticas y conocimientos que comparten los actores, y podrán ser a su vez semánticas (significadas), y normativas (costumbres, usos, normas, etc). En cambio, los recursos se referirán a las bases de poder con las que cuentan los actores para influir en la acción de los demás. Ésta, se manifiesta de dos formas: autoritativa (no material) y distributiva (dinero, bienes, etc). Ambas propiedades estructurales permiten la existencia de prácticas sociales regulares que permiten la existencia del sistema a lo largo del tiempo.

## Tercera vía
En el área de la sociología política, Giddens precisó los postulados de la Tercera vía, entre el capitalismo liberal y el socialismo.
Tercera vía es el nombre que se ha dado a una variedad de aproximaciones teóricas y propuestas políticas que, en general, sugieren un sistema económico de economía mixta y el centrismo o reformismo como ideología de gobierno. En la práctica política, estas posiciones rechazan la validez absoluta de las filosofías tanto del laissez faire como del mercado totalmente controlado del marxismo-leninismo (ver Condición de Samuelson); promueven la profundización de la democracia y enfatizan el desarrollo tecnológico, la educación y los mecanismos de competencia regulada a fin de obtener progreso, desarrollo económico, social y otros objetivos sociales. Las filosofías de la Tercera Vía han sido a menudo descritas como una síntesis del capitalismo y el socialismo por algunos de sus proponentes.
En la década de 1940, en Argentina Juan Domingo Perón, planteó la tercera posición, con similar planteo que Giddens formulará 50 años después.

## Lecturas suplementarias
La teoría social de Anthony Giddens. Perla Aronson y Horacio Conrado. Editorial Eudeba 1999.
Una Introducción al pensamiento de Anthony Giddens. Lidia Girola (coord.) UAM Azcapotzalco; México DF, 1999